# Santa Lucía de Tirajana
Santa Lucía de Tirajana è un comune spagnolo di 67 291 abitanti situato nella comunità autonoma delle Canarie.
Quasi tutta la popolazione vive non lontano dalla costa (llanos de Sardina), dove si trovano le località di Sardina del Sur, Vecindario e Pozo izquierdo (sulla cui spiaggia si celebrano annualmente le prove valide per il campionato mondiale di windsurf).